# Mathurin Ménard
Mathurin Ménard dit Sans Peur, né à Marans (Maine-et-Loire) en 1765 et mort à Angrie en 1824, est un chef chouan pendant la Révolution française.

## Biographie

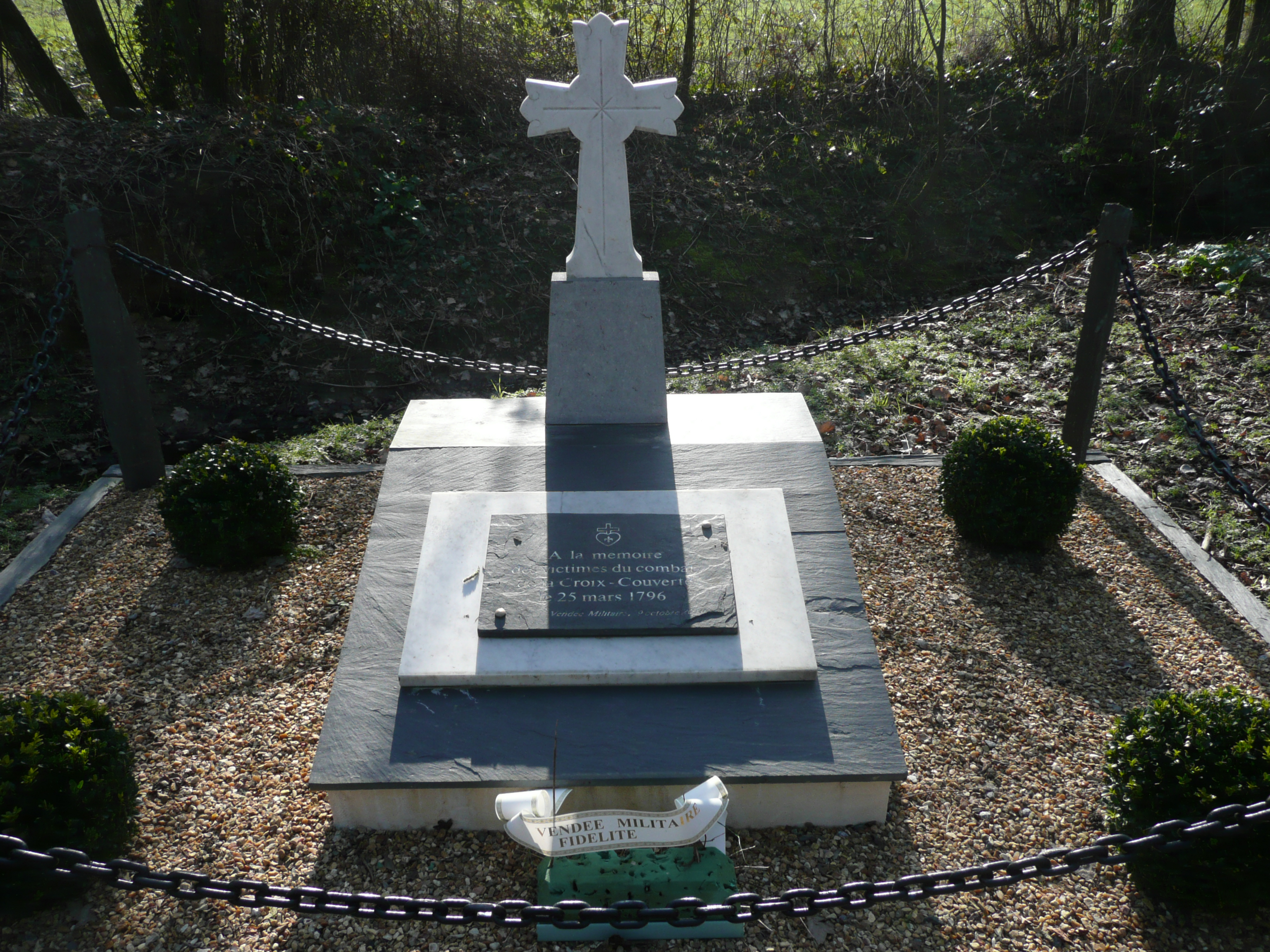
Mémorial du Combat de la Croix-Couverte

Mathurin Ménard est le fils de Françoise Suhard, sage femme de profession, et d'Étienne Ménard (†1791). Sa mère est arrêtée et fusillée au Champ des Martyrs à Avrillé, le 16 avril 1794 comme "Fanatique prononcée, n'a jamais été à la messe des prêtres assermentés" (notice d'exécution). Elle est béatifiée le 19 février 1984 par Jean-Paul II comme Martyrs d'Angers.
Mathurin Ménard exerce la profession de tonnelier, puis de tisserand, comme son père. Avant la révolution française, il a été contrebandier pour le sel. Avec une petite armée, il était devenu une terreur de la gabelle.
Ainsi accoutumé à la guerre des partisans, au début de 1793, alors que la chouannerie est assez active dans la région, il organise et devient commandant de la principale bande de chouans du secteur de Segré. Il participe presque continûment aux affrontements sanglants de la fin 1792 à 1800.
Il prend part ainsi notamment à la bataille de Segré, la Bataille de Héric, au Combat de la Gemmerie, au combat d'Andigné, au Combat de la Croix-Couverte et à la Bataille de Nantes (1799). Lors du combat de la Croix Couverte, à la tête de la division de Segré, ses combattants tendent un piège à un bataillon républicain. Les deux tiers des républicains sont tués, tandis que les chouans ne perdent que quelques hommes.
Mathurin Ménard fut impitoyablement poursuivi par les républicains qui pillèrent sa maison à plusieurs reprises.
La guerre de la chouannerie résolue par le Concordat de 1801, Mathurin Ménard se marie et quitte Marans (Maine-et-Loire) pour Andigné, puis s'installe définitivement en 1802 à Angrie, où il  devient fermier.
Il reçut en 1816 les brevets de chevalier de saint-Louis et de lieutenant-colonel, ainsi que 1 000 francs de pension.
Il est l'ancêtre de Jean Chevillard, Père blanc, béatifié en 2018 comme Martyrs d'Algérie